# Kyjov (Słowacja)
Kyjov (węg. Kijó) – wieś na Słowacji w kraju preszowskim, powiecie Lubowla. Pierwsza wzmianka pisemna o miejscowości pochodzi z roku 1390.
Kyjov znajduje się u podnóży Gór Czerchowskich. Pola uprawne miejscowości zajmują dolinę potoku Hradlová, zwarta zabudowa rozłożona jest na obydwu brzegach tego potoku. Pomiędzy Kyjovem a sąsiednią wsią Kamenica ciągnie się pasmo wapiennych skałek o nazwie Bradlové pasmo, będących fragmentem Pienińskiego Pasa Skałkowego.
Kyjov dla turystów jest jednym z punktów wypadowych w Góry Czerchowskie. Wychodzi stąd szlak turystyczny na ich najwyższy szczyt – Minčol (1157 m).

## Szlaki turystyczne
Kyjov – przełęcz Pod Minčolom – Minčol – Lazy – Hyrová – przełęcz Ždiare – Forgáčka – Dvoriská – Hrašovík – przełęcz Priehyby – Solisko – przełęcz Lysina

## Galeria

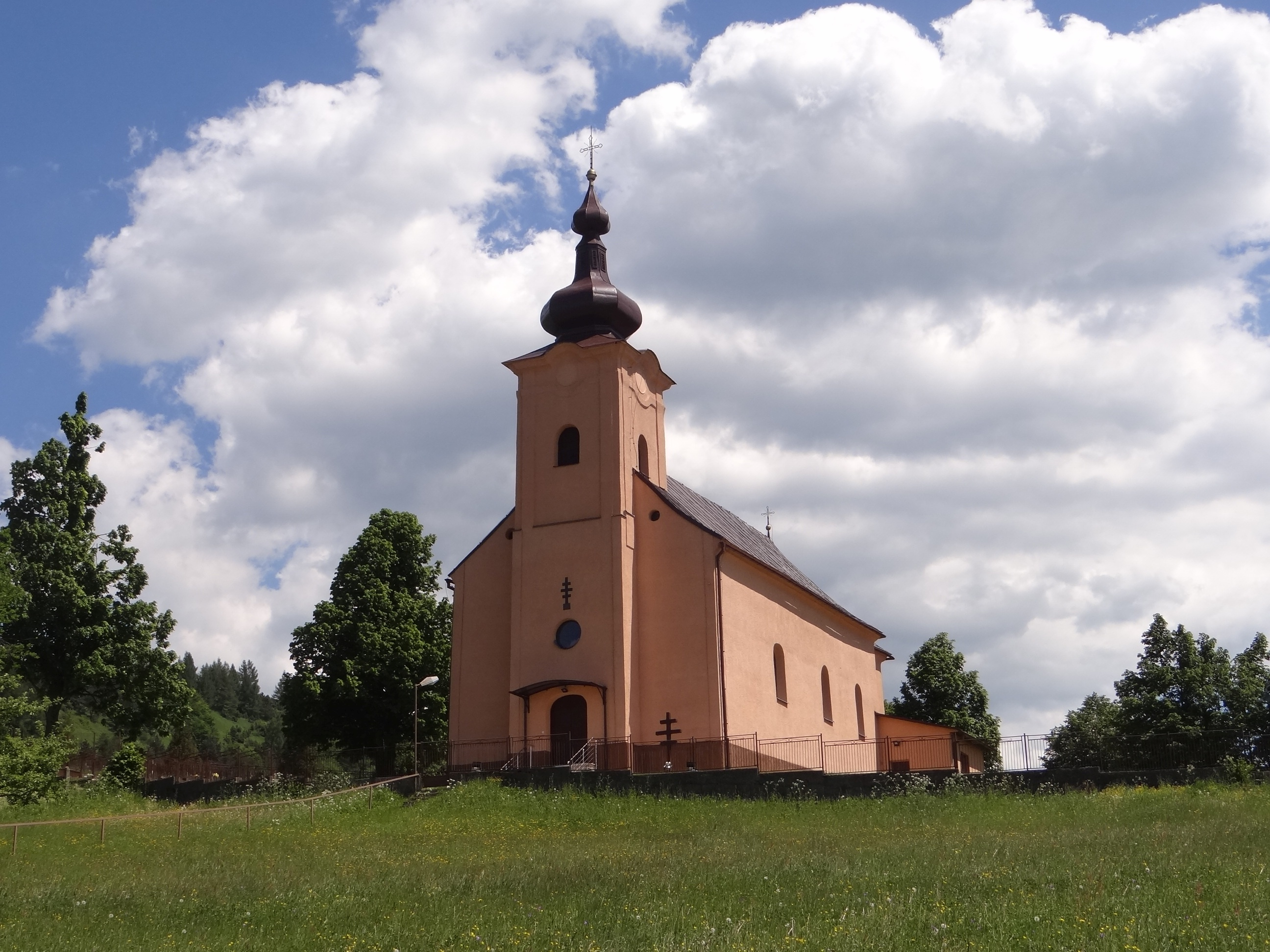
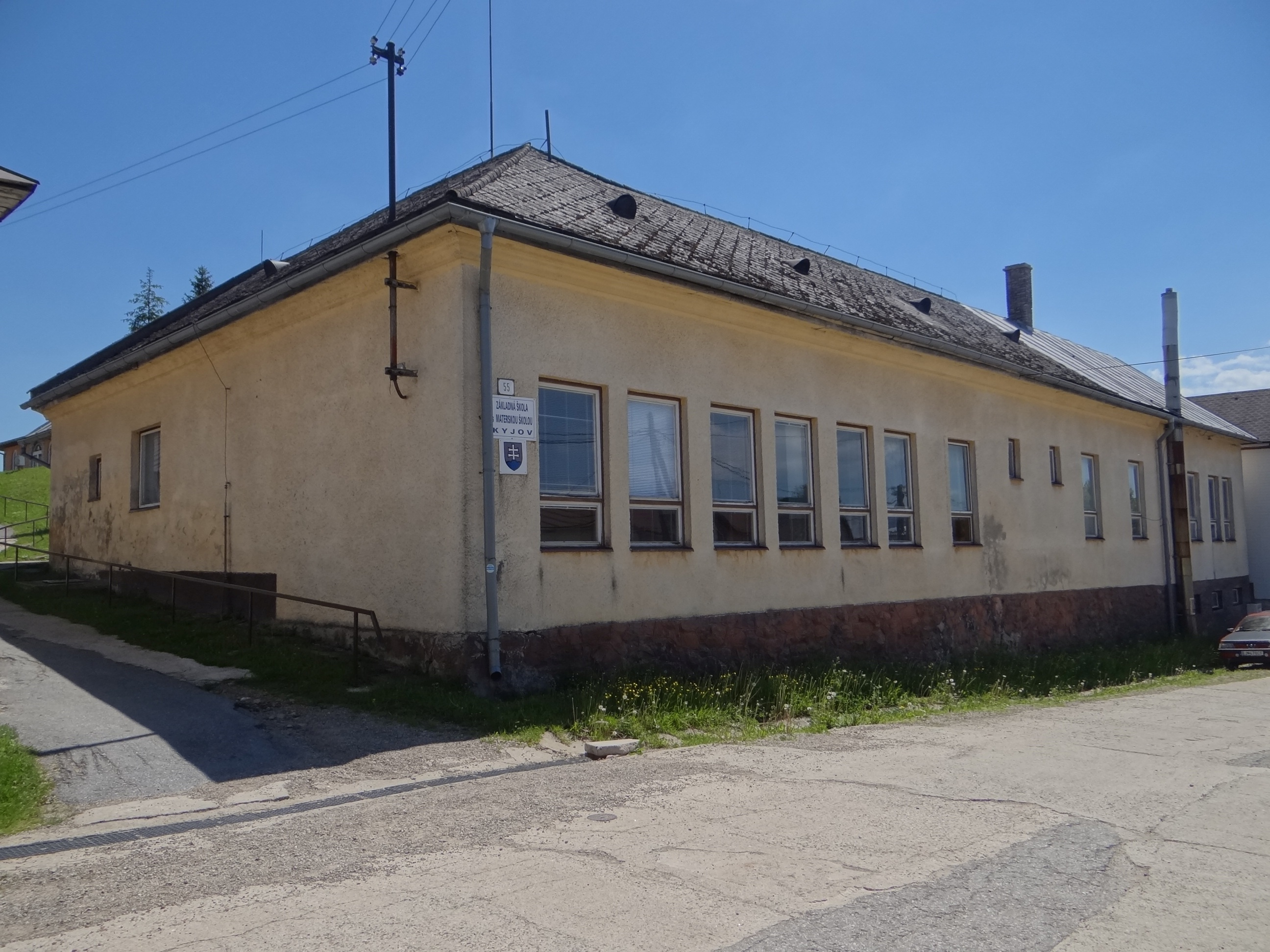
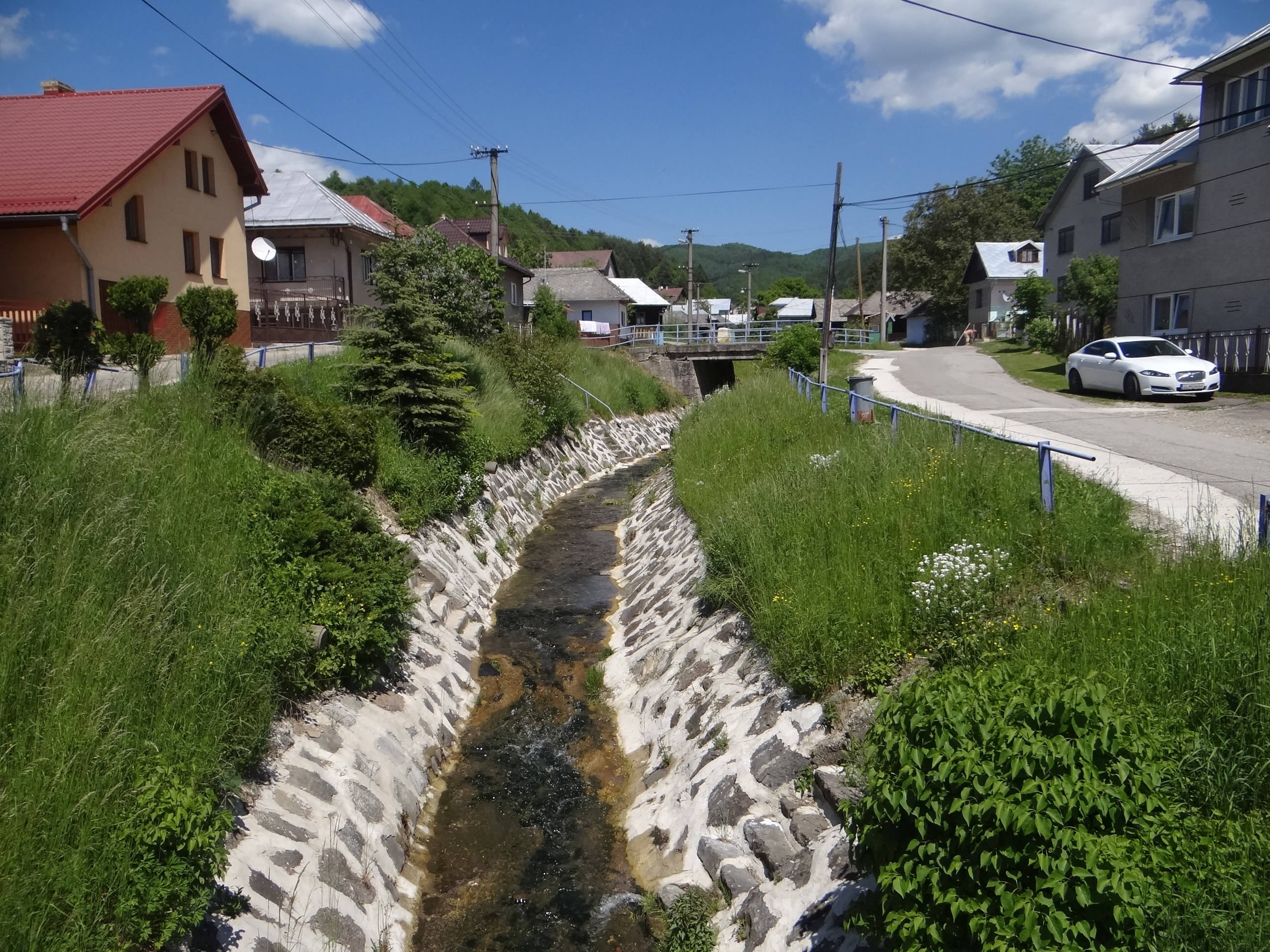
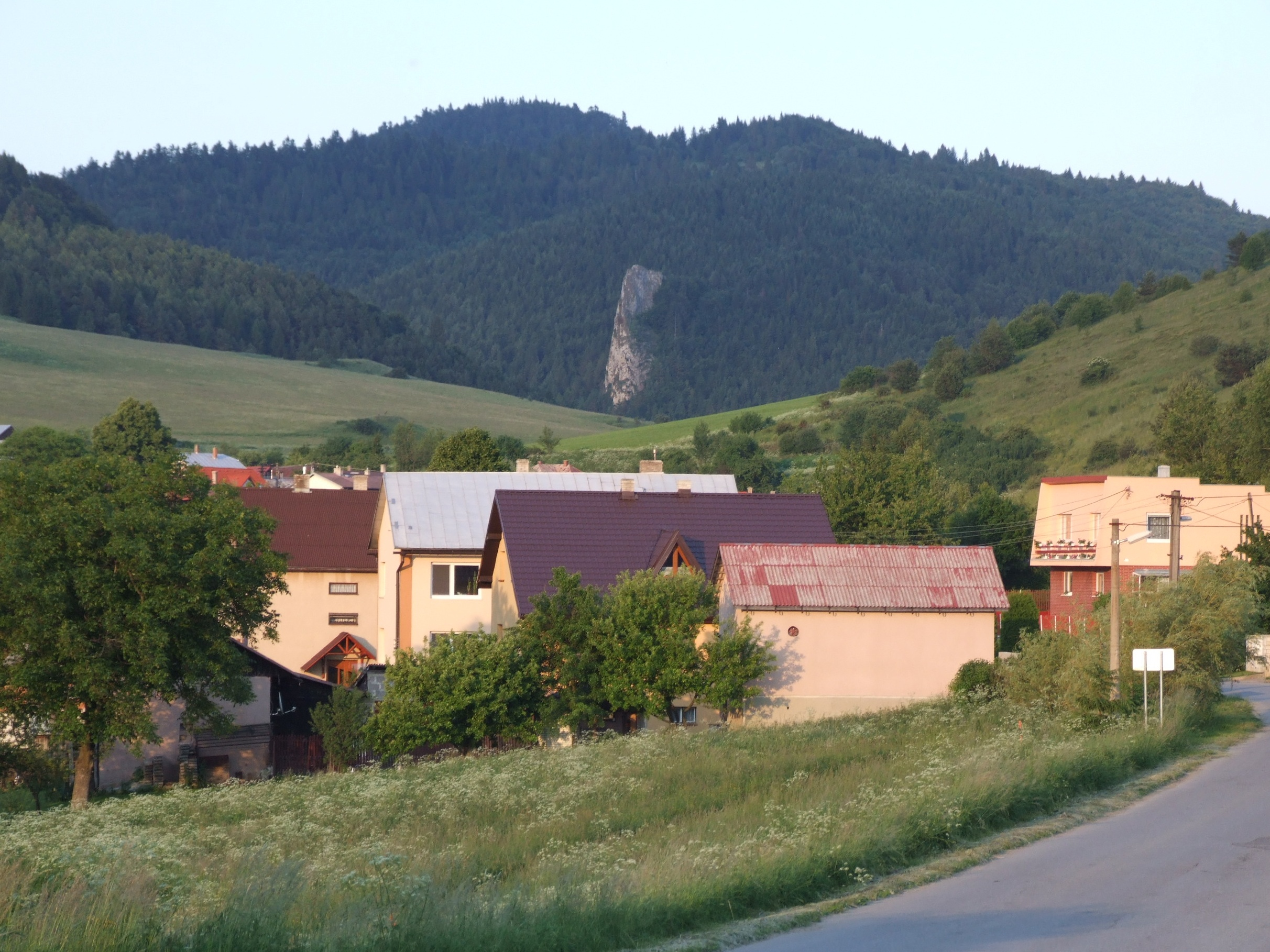
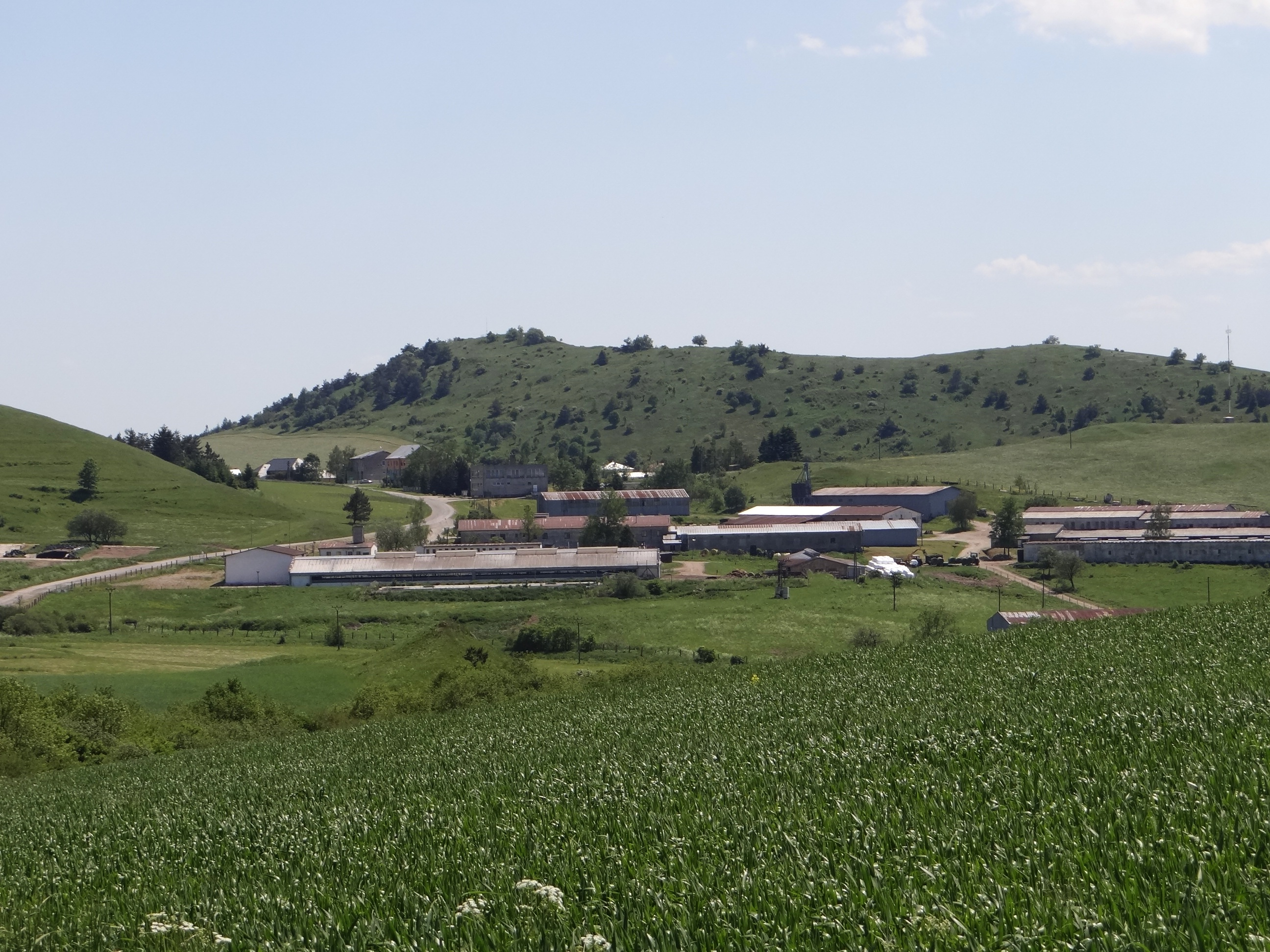